# Apalonia courciboensis
Apalonia courciboensis (лат.) — вид жуков-стафилинид рода Apalonia из подсемейства Aleocharinae. Французская Гвиана. Мирмекофильный вид.

## Описание
Мелкие коротконадкрылые жуки. Мирмекофильный вид. Длина тела 2,7 мм. Тело блестящее, в основном коричневое, голова и переднеспинка красноватые, основание брюшка жёлтое с базальным, срединным коричневым пятном; коричневые усики с тремя базальными антенномерами и одиннадцатым жёлто-красноватым; ноги красновато-желтые, бедренные кости слегка красновато-коричневые. Глаза при дорсальном зрении длиннее постокулярной области. Второй антенномер короче первого, третий длиннее второго, от четвертого до десятого поперечные.
Этимология: новый вид получил свое название от реки Курсибо во Французской Гвиане.  Формула лапок 4-5-5. Голова с отчетливой шеей. Максиллярные щупики состоят из 4 члеников, а лабиальные щупики из 3 сегментов.
Вид был впервые описан в 2015 году итальянским энтомологом Роберто Пейсом (Roberto Pace; 1935—2017) по материалам из Южной Америки (Французская Гвиана).